# Danh sách quân chủ Navarra

Quốc huy được vương quốc Navarra sử dụng từ năm 1212.

Dưới đây là danh sách vua và nữ vương của vương quốc Pamplona, sau là vương quốc Navarra. Vương quốc Pamplona tồn tại với tư cách là một vương quốc độc lập ở miền Bắc bán đảo Iberia cho đến khi tiến hành thiết lập liên minh với vương quốc Aragón kế cận (1076–1134). Tuy vậy, cái tên Pamplona vẫn được tiếp tục sử dụng với tư cách là tên gọi chính thức của vương quốc cho đến cuối thế kỷ thứ 12, mặc dù tên gọi vương quốc Navarra cũng được sử dụng từ sau thế kỷ thứ 10.

## Nhà Íñiguez (824? – 905)
Nhà Íñiguez thành lập nên vương quốc Pamplona vào khoảng năm 824 nhằm chống lại bất kỳ nỗ lực nào nhằm gia tăng ảnh hưởng của người Frank ở miền Bắc Iberia khi đó. Các nguồn sử liệu của người Cordoba cho rằng vương quốc chỉ là một thuộc quốc thường xuyên nổi loạn của Hồi quốc, nhiều hơn việc nghĩ đến chuyện vương quốc với tư cách là một nền quân chủ Công giáo nằm ngoài tầm kiểm soát của họ. Vương triều tồn tại được đến năm 905, khi liên minh chống Cordoba thành công trong việc thay thế gia tộc đang cầm quyền vương quốc bằng nhà Jiménez.
| Tên            | Chân dung   | Sinh – mất       | Thời gian cai trị | Hôn nhân                 |
| -------------- | ----------- | ---------------- | ----------------- | ------------------------ |
| Íñigo Arista   | không khung | c. 790 – 851/852 | 824? – 851/852    | Không rõ tên 4 người con |
| García Íñiguez | không khung | c. 810 – 882     | 851/852 – 882     | Không rõ tên 3 người con |
| Fortún Garcés  | không khung | c. 826 – 922     | 882 – 905         | Auria 5 người con        |

1. ↑  Một cuốn hiến chương cổ ghi lại hai người cuộc hôn nhân này trùng tên với ông (không có ghi họ là Íñiguez) ghi lại tên vợ là Urraca, và với việc một trong những đứa con của họ tên Fortún, một trong những cái tên phổ biến trong vương triều Banu Qasi (cũng là tên của một trong số những người họ hàng bên nội của ông) mà ông này có thể đã liên minh bằng cách cưới một trong những người con gái của ông này (đương thời có thể là con của người đứng đầu vương triều Banu Qasi khi đó là Musa ibn Musa al-Qasawi) khi có mặt tại triều đình của vương triều này. Tuy nhiên một số nhà sử học chỉ ra rằng đó có thể là tên ghi chép cuộc hôn nhân khác, có thể là của García Sánchez II xứ Pamplona và vợ là Urraca Fernández.
2. ↑  Người vợ thứ hai của ông được một số sử gia suy đoán là infanta Leodegundia, con của Ordoño I xứ Asturias, vì chồng của bà (không có tài liệu nào ghi rõ tên chồng bà) có thể là ông. Ông còn được cho là cha của một người con nữa là Jimena, vợ của Alfonsu III xứ Asturias

## Nhà Jiménez (905 – 1234)
Năm 905, một liên minh của các nhà nước kế cận đánh bại và buộc Fortún Garcés thoái vị để về sống tại tu viện. Vương triều cũ cũng chấm dứt, nhường chỗ cho một gia tộc mới cai trị vương quốc. Danh xưng Navarra cũng bắt đầu được sử dụng cho vương quốc mới này thay cho tên gọi đang tồn tại lúc bấy giờ là Pamplona.
| Tên                      | Chân dung   | Sinh – mất                          | Thời gian cai trị | Hôn nhân                                                                          |
| ------------------------ | ----------- | ----------------------------------- | ----------------- | --------------------------------------------------------------------------------- |
| Sancho I Garcés          | không khung | c. 860 – 10 tháng 12 năm 925        | 905 – 925         | Toda xứ Pamplona 7 người con                                                      |
| Jimeno Garcés            |             | ? – 29 tháng 5 năm 931/932          | 925 – 931         | Sancha xứ Navarre 3 người con                                                     |
| García Sánchez I         | không khung | c. 919 – 22 tháng 2 năm 970         | 925/931 – 970     | Andregoto Galíndez Khoảng giữa năm 930 2 người con Teresa Ramírez 943 3 người con |
| Sancho II Garcés Abarca  | không khung | c. 938 – 994                        | 970 – 994         | Urraca Fernández 992 4 người con                                                  |
| García Sánchez II        | không khung | ? – c. 1000                         | 994 – c. 1000     | Jimena Fernandez c. 988 4 người con                                               |
| Sancho Garcés III Đại đế | không khung | c. 992 - 996 – 18 tháng 10 năm 1035 | 1004 – 1035       | Muniadona xứ Castilla trước 27 tháng 6 năm 1011 4 người con                       |
| García Sánchez III       | không khung | c. 1012 – 15 tháng 9 năm 1054       | 1035 – 1054       | Estefania xứ Foix 1038 9 người con                                                |
| Sancho IV Garcés         | không khung | c. 1039 – 4 tháng 6 năm 1076        | 1054 – 1076       | Placencia xứ Normandie 1068 2 người con                                           |

Sau khi Sancho IV xứ Navarra bị ám sát vào năm 1076, lãnh thổ Navarra bị chia cắt bởi hai người chú họ của ông này là Alfonso VI xứ Castilla và Sancho Ramírez xứ Aragon. Hai người sau này trở thành vua, mở đầu thời kỳ hơn nửa thế kỷ vùng đất là thuộc quốc của Aragon.
| Tên              | Chân dung   | Sinh – mất                        | Thời gian cai trị                        | Hôn nhân                                                              |
| ---------------- | ----------- | --------------------------------- | ---------------------------------------- | --------------------------------------------------------------------- |
| Sancho Ramírez V | không khung | c. 1042 – 4 tháng 6 năm 1094      | 1076 – 1094                              | Isabel xứ Urgell 1065 1 người con Félicie xứ Roucy 1076 Không có con  |
| Pedro            | không khung | c. 1068 – 1104                    | 1094 – 1104                              | Agnès xứ Aquitaine 1086 2 người con Berta xứ Aragon 1097 Không có con |
| Alfonso I        | không khung | c. 1073/1074 – 7 tháng 9 năm 1134 | 28 tháng 9 năm 1104 – 8 tháng 9 năm 1134 | Urraca I xứ León 1110 Không có con                                    |

Cái chết của Alfonso I xứ Aragon mà không có có con hay người chỉ định nối dõi gây ra một cuộc khủng hoảng kế vị trên toàn xứ Aragon. Lợi dụng điều này, giới quý tộc xứ Navarra khôi phục lại nền độc lập của vương quốc bằng việc đưa cháu trai (của một người anh trai không hợp pháp) của Sancho IV lên ngôi vua.
| Tên                | Chân dung   | Sinh – mất                                         | Thời gian cai trị                         | Hôn nhân |
| ------------------ | ----------- | -------------------------------------------------- | ----------------------------------------- | --- |
| García Ramírez     | không khung | c. 1100/1112 – 21 tháng 11 năm 1150                | 8 tháng 9 năm 1134 – 21 tháng 11 năm 1150 | Marguerite xứ L'Aigle 1130 3 người con Urraca xứ Castilla 24 tháng 6 năm 1144 1 người con                              |
| Sancho Garcés VI   | không khung | 21 tháng 4 năm 1132/ c. 1133 – 27 tháng 6 năm 1194 | 1150 – 1194                               | Sancha xứ Castilla 20 tháng 7 năm 1153 6 người con                                                                     |
| Sancho VII Mạnh mẽ | không khung | 17 tháng 7 năm 1154/c. 1157 – 7 tháng 4 năm 1234   | 28 tháng 1 năm 1994 – 12 tháng 2 năm 1234 | Constance xứ Toulouse c. 1195 Không có con Clemence/ Con gái Yusuf II Khoảng lân cận năm 1200 Không có con/1 người con |

## Nhà Champagne (1234 – 1284)
Sau cái chết của Sancho VII, vị vua nhà Jiménez cuối cùng cai trị Navarra, ngai vàng của vương quốc được trao cho con của Blanca Sánchez xứ Navarra, lúc này đang là bá tước phu nhân xứ Champagne. Bà từ đây bắt đầu quá trình nhiếp chính trên phần lớn thời kỳ cai trị của em trai tại các vùng đất Champagne và Navarra.
| Tên            | Chân dung   | Sinh – mất                                          | Thời gian cai trị                           | Hôn nhân |
| -------------- | ----------- | --------------------------------------------------- | ------------------------------------------- | --- |
| Thibaut I      | không khung | 30 tháng 5 năm 1201 – 8 tháng 7 năm 1253            | 7 tháng 4 năm 1234 – 14 tháng 7 năm 1253    | Gertrude xứ Dagsburg Tháng 5 năm 1220 Không có con Agnès xứ Beaujeu 1223 Ít nhất 1 người con Marguerite xứ Bourbon 12 tháng 9 năm 1232 6 người con |
| Thibaut II Trẻ | không khung | 6/7 tháng 12 năm 1238/1239 – 4/5 tháng 12 năm 1270  | 14 tháng 7 năm 1253 – 4/5 tháng 12 năm 1270 | Isabelle của Pháp 6 tháng 4 năm 1255 Không có con                                                                                                  |
| Enrique I      | không khung | c. 1244 – 22 tháng 7 năm 1274                       | 4/5 tháng 12 năm 1270 – 22 tháng 7 năm 1274 | Blanche xứ Artois Tháng 2 năm 1269 2 người con |
| Juana I        | không khung | 14 tháng 1 năm 1273 – 31 tháng 3/2 tháng 4 năm 1305 | 22 tháng 7 năm 1274 – 2 tháng 4 năm 1305    | Philippe IV của Pháp 16 tháng 8 năm 1284 7 người con                                                                                               |

## Vương triều Capet (1284 – 1441)

### Nhà Capet (1284 – 1349)
Cái chết bất ngờ của Enrique I buộc Juana I xứ Navarra phải lên thừa kế ngai vàng. Mẹ của Juana là Blanche xứ Artois theo đó tiến hành nhiếp chính trong khoảng thời gian 10 năm tiếp theo. Năm 1384, Juana cưới vua Pháp là Philippe IV, kết thúc quá trình nhiếp chính mà mẹ của Juana đã tiến hành. Philippe thừa kế ngai vàng Pháp vào năm sau và theo đó lên ngôi với danh hiệu "Vua của Pháp và xứ Navarra"
| Tên              | Chân dung   | Sinh – mất                                        | Thời gian cai trị                         | Hôn nhân |
| ---------------- | ----------- | ------------------------------------------------- | ----------------------------------------- | --- |
| Felipe Công bằng | không khung | Tháng 4 - tháng 6 năm 1268 – 29 tháng 11 năm 1314 | 16 tháng 8 năm 1284 – 4 tháng 4 năm 1305  | Juana I của Navarra 16 tháng 8 năm 1284 7 người con |
| Luis Ngoan cố    | không khung | 4 tháng 10 năm 1289 – 5 tháng 6 năm 1316          | 4 tháng 4 năm 1305 – 5 tháng 6 năm 1316   | Marguerite xứ Bourgonge 21 tháng 9 năm 1305 1 người con Klementia của Hungary 19 tháng 8 năm 1315 1 người con                                            |
| Juan Di tử       | không khung | 15–20 tháng 11 năm 1316                           | 15 – 20 tháng 11 năm 1316                 | Không có con |
| Felipe Cao kều   | không khung | c. 1293 – 3 tháng 1 năm 1322                      | 20 tháng 11 năm 1316 – 3 tháng 1 năm 1322 | Jeane II xứ Bourgonge 21 tháng 1 năm 1307 5 người con |
| Carlos Công bằng | không khung | 18/19 tháng 6 năm 1294 – 1 tháng 2 năm 1328       | 3 tháng 1 năm 1322 – 1 tháng 2 năm 1328   | Blanche xứ Bourgonge 23 tháng 9 năm 1307 2 người con Maria xứ Luxembourg 21 tháng 9 năm 1322 2 người con Jeanne xứ Évreux 5 tháng 7 năm 1324 3 người con |
| Juana II         | không khung | 28 tháng 1 năm 1312 – 6 tháng 10 năm 1349         | 1 tháng 4 năm 1328 – 6 tháng 10 năm 1349  | Philippe III nhà Évreux 18 tháng 6 năm 1318 9 người con                                                                                                  |

### Nhà Évreux (1328 – 1441)
Sau cái chết của Loius cùng đứa con trai Jean, các em trai của ông là Philippe và Charles thay nhau cai trị nước Pháp đến khi mất. Sau đó, ngai vàng nước Pháp được trao cho Philippe xứ Valouis, một người họ hàng xa không cùng chung huyết thống với những đứa con của Joan I, ngai vàng xứ Navarra được trao cho Joan II (Tiếng Tây Ban Nha: Juana), con gái duy nhất còn sống của Charles IV Công bằng. Bà nhiếp chính cùng chồng cho đến lúc chồng mất năm 1343 rồi từ đó tự mình nhiếp chính đến lúc bà mất năm 1349.
Xem thêm: Nhà Évreux
| Tên                  | Chân dung   | Sinh – mất                                | Thời gian cai trị                        | Hôn nhân |
| -------------------- | ----------- | ----------------------------------------- | ---------------------------------------- | --- |
| Felipe III (Theo vợ) | không khung | 27 tháng 3 năm 1306 – 16 tháng 9 năm 1343 | 1 tháng 4 năm 1328 – 16 tháng 8 năm 1343 | Juana II xứ Navarra 18 tháng 6 năm 1318 9 người con                                                               |
| Carlos Xấu xa        | không khung | 10 tháng 10 năm 1332 – 1 tháng 1 năm 1387 | 6 tháng 10 năm 1349 – 1 tháng 1 năm 1387 | Jeanne của Pháp 12 tháng 2 năm 1352 7 người con                                                                   |
| Carlos Quý tộc       | không khung | 22 tháng 7 năm 1361 – 8 tháng 9 năm 1425  | 1 tháng 1 năm 1387 – 8 tháng 9 năm 1425  | Leonor của Castilla 27 tháng 5 năm 1375 8 người con                                                               |
| Blanca I             | không khung | 6 tháng 7 năm 1387 – 1 tháng 4 năm 1441   | 8 tháng 9 năm 1425 – 1 tháng 4 năm 1441  | Martín I xứ Sicilia 26 tháng 12 năm 1402 1 người con Juan, Công tước xứ Montblanc 10 tháng 6 năm 1420 4 người con |

## Nhà Trastámara (1425 – 1479)
Blanche II cai trị cùng chồng là Juan, lúc này đang là công tước xứ Montblach. Năm 1458, Juan thừa kế ngôi vương từ người anh trai Alifonso V của mình; ngai vàng Navarra lúc đó được trao cho Leonor, đứa con gái duy nhất của ông với Blanca khi đó; trong khi ngai vàng xứ Aragon được trao cho Ferrando II của Aragón, con trai của Juan và người vợ thứ hai là Juana Enríquez.
| Tên            | Chân dung   | Sinh – mất                                | Thời gian cai trị                                                                                     | Hôn nhân                                                                                            |
| -------------- | ----------- | ----------------------------------------- | --- | --------------------------------------------------------------------------------------------------- |
| Juan II Đại đế | không khung | 29 tháng 6 năm 1398 – 20 tháng 1 năm 1479 | 8 tháng 9 năm 1425 – 3 tháng 4 năm 1441 (Theo vợ) 3 tháng 4 năm 1441 – 20 tháng 1 năm 1479 (Một mình) | Blanca I của Navarra 10 tháng 6 năm 1420 3 người con Juana Enríquez 17 tháng 7 năm 1447 2 người con |
| Leonor I       |             | 2 tháng 2 năm 1426 – 12 tháng 2 năm 1479  | 28 tháng 1 năm 1479 – 12 tháng 2 năm 1479                                                             | Gaston IV xứ Foix 22 tháng 9 năm 1434 10 người con                                                  |

### Tuyên bố ngai vàng
Sau cái chết của Blanca I, Juan giữ ngai vàng cho riêng mình cho đến khi ông mất vào 38 năm sau đó, giữ ngai vàng không rơi vào tay của Carlos IV và Blanca II là hai con của ông. Xung đột lợi ích sau đó dẫn đến cuộc nội chiến Navarra. Một vài nguồn dẫn hai đứa con nói trên của Juan là những người cai trị hợp pháp của vương quốc; Juan tuy vậy vẫn giữ ngôi vương trên thực tế cho đến khi ông chết và Leonor lên kế vị. Trước khi ông chết, Leonor cũng không tham gia vào quá trình tranh đoạt ngôi báu trước khi cha của bà mất.
| Tên                                    | Chân dung   | Sinh – mất                                | Thời gian cai trị                         | Hôn nhân                                                 |
| -------------------------------------- | ----------- | ----------------------------------------- | ----------------------------------------- | -------------------------------------------------------- |
| Carlos IV (Theo luật, Trên danh nghĩa) | không khung | 29 tháng 5 năm 1421 – 23 tháng 9 năm 1461 | 1 tháng 4 năm 1441 – 23 tháng 9 năm 1461  | Agnes xứ Kleve 30 tháng 9 năm 1439 Không có con          |
| Blanca II (Theo luật, Trên danh nghĩa) | không khung | 9 tháng 6 năm 1424 – 2 tháng 12 năm 1464  | 23 tháng 9 năm 1461 – 2 tháng 12 năm 1464 | Enrique IV của Castilla 16 tháng 9 năm 1440 Không có con |

## Nhà Foix (1479 – 1517)
Leonor, người liên minh cùng vua cha chống lại hai người anh chị em của chính cha mình, chỉ sống được lâu hơn cha có 3 tuần lễ. Lúc này thì bà vẫn còn là một góa phụ của Gaston IV, Bá tước xứ Foix, và con trai lớn nhất của họ là Gaston xứ Foix, Vương tử xứ Viana cũng không còn sống nữa. Đo đó, cháu trai Francis của Leonor kế thừa ngôi vương xứ Navarra.
| Tên              | Chân dung   | Sinh – mất                                | Thời gian cai trị                         | Hôn nhân                                             |
| ---------------- | ----------- | ----------------------------------------- | ----------------------------------------- | ---------------------------------------------------- |
| Francisco I Febo |             | 4 tháng 12 năm 1467 – 7 tháng 1 năm 1483  | 12 tháng 2 năm 1479 – 30 tháng 1 năm 1483 | Không kết hôn                                        |
| Catalina I       | không khung | 18 tháng 4 năm 1468 – 12 tháng 2 năm 1517 | 7 tháng 1 năm 1483 – 12 tháng 2 năm 1517  | Juan III xứ Navarra 14 tháng 6 năm 1484 13 người con |

## Nhà Albret (1484 – 1516)
Catherine cai trị cùng người chồng John của mình cai trị cùng nhau cho đến khi chồng chết. Sau đó, bà tự mình cai trị được thêm 8 tháng nữa sau thì bà cũng mất luôn. Trong thời kỳ cai trị của mình, vương quốc Navarra bị Fernando II xứ Aragon đánh bại, buộc phải để mất vùng lãnh thổ phía Nam dãy Pyrenees, kể cả thủ đô Pamplona. Fernando sau đó đăng quang ngai vàng xứ Navarra, và đưa danh hiệu "Vua xứ Navarra" vào trong triều đại của mình và những vị vua kế cận (cả xứ Aragon lẫn Tây Ban Nha sau này). Catalina cùng Juan cai trị phần Hạ Navarra, một phần nhỏ lãnh thổ phía Bắc dãy Pyrenees của vương quốc Navarra mà về sau bị người Pháp sát nhập. 
| Tên                | Chân dung   | Sinh – mất                 | Thời gian cai trị                         | Hôn nhân                                                |
| ------------------ | ----------- | -------------------------- | ----------------------------------------- | ------------------------------------------------------- |
| Juan III (Theo vợ) | không khung | 1469 – 14 tháng 6 năm 1516 | 14 tháng 6 năm 1484 – 17 tháng 6 năm 1516 | Catalina I của Navarra 14 tháng 6 năm 1484 13 người con |

## Nhà Trastámara (1512 – 1516)
| Tên         | Chân dung   | Sinh – mất                                | Thời gian cai trị                         | Hôn nhân |
| ----------- | ----------- | ----------------------------------------- | ----------------------------------------- | --- |
| Fernando II | không khung | 10 tháng 3 năm 1452 – 23 tháng 1 năm 1516 | 20 tháng 7 năm 1512 – 23 tháng 1 năm 1516 | Isabel I của Castilla 18 tháng 10 năm 1469 7 người con Germaine xứ Foix 19 tháng 10 năm 1505/1506 1 người con |

## Vương quốc bị phân chia

### Hạ Navarra
Năm 1530, Carlos IV quyết định từ bỏ mọi yêu sách đối với vùng phía Bắc vương quốc Navarra vì không thể bình định được vùng và cũng vì Enrique II vẫn đang cai trị tốt vùng đất này. Tuy vậy, ông (Charles V) và mẹ là Juana III vẫn tiếp tục cai trị vùng Thượng Navarra
Catalina và Juan III tiếp tục cai trị phần lãnh thổ vương quốc phía Bắc dãy Pyreness, sau thì vùng đất sát nhập với nước Pháp.

#### Nhà Albert (1517 – 1572)
| Tên        | Chân dung   | Sinh – mất                                | Thời gian cai trị                         | Hôn nhân |
| ---------- | ----------- | ----------------------------------------- | ----------------------------------------- | --- |
| Enrique II | không khung | 18 tháng 4 năm 1503 – 25 tháng 5 năm 1555 | 12 tháng 2 năm 1517 – 25 tháng 5 năm 1555 | Marguerite xứ Angoulême 1526/24 tháng 1 năm 1527 3 người con                                                                  |
| Juana III  | không khung | 16 tháng 11 năm 1528 – 9 tháng 6 năm 1572 | 25 tháng 5 năm 1555 – 9 tháng 6 năm 1572  | Wilhelm, Công tước xứ Jülich-Cleves-Berg 14 tháng 5 năm 1541 Không có con Antoine xứ Bourbon 20 tháng 10 năm 1548 5 người con |

#### Nhà Bourbon (1572 – 1620)
Juana III cai trị cùng chồng là Antoine đến khi chồng mất thì tự mình cai trị và mất không lâu sau đó. Người con trai Enrique của họ trở thành vua của Pháp năm 1589, khi chiến sự trong chiến tranh tôn giáo Pháp dần đi đến hồi kết. Sau đó, ngôi vua xứ Navarra được thêm vào danh xưng của các vị vua Pháp. Năm 1620, Pháp sát nhập toàn bộ vùng Hạ Navarra, tuy vậy, các vị vua Pháp vẫn giữ danh xưng Vua của Navarra cho đến tận cách mạng Pháp và sau đó là thời kỳ Phục Hoàng Bourbon.
| Tên               | Chân dung   | Sinh – mất                                 | Thời gian cai trị                          | Hôn nhân                                                                                               |
| ----------------- | ----------- | ------------------------------------------ | ------------------------------------------ | --- |
| Antoine (Theo vợ) | không khung | 22 tháng 4 năm 1518 – 17 tháng 11 năm 1562 | 25 tháng 5 năm 1555 – 17 tháng 11 năm 1562 | Juana III của Navarra 20 tháng 10 năm 1548 5 người con                                                 |
| Enrique III       | không khung | 13 tháng 12 năm 1553 – 14 tháng 5 năm 1610 | 9 tháng 6 năm 1572 – 14 tháng 5 năm 1610   | Marguerite của Pháp 18 tháng 8 năm 1572 Không có con Maria de' Medici 17 tháng 12 năm 1600 6 người con |
| Luis II           |             | 27 tháng 9 năm 1601 – 14 tháng 5 năm 1643  | 14 tháng 5 năm 1610 – 1620                 | Ana của Tây Ban Nha 24 tháng 11 năm 1615 6 người con                                                   |

#### Vua trên danh nghĩa xứ Navarra (1620 – 1830)
| Tên      | Chân dung   | Sinh – mất                                | Thời gian cai trị                         | Hôn nhân |
| -------- | ----------- | ----------------------------------------- | ----------------------------------------- | --- |
| Luis II  |             | 27 tháng 9 năm 1601 – 14 tháng 5 năm 1643 | 1620 – 14 tháng 5 năm 1643                | Ana của Tây Ban Nha 24 tháng 11 năm 1615 6 người con                                                                               |
| Luis III | không khung | 5 tháng 9 năm 1638 – 1 tháng 9 năm 1715   | 14 tháng 5 năm 1643 – 1 tháng 9 năm 1715  | María Teresa của Tây Ban Nha 9 tháng 6 năm 1660 6 người con Françoise d'Aubigné 9 tháng 10 năm 1683/ Tháng 1 năm 1684 Không có con |
| Luis IV  |             | 15 tháng 2 năm 1710 – 10 tháng 5 năm 1774 | 1 tháng 9 năm 1715 – 10 tháng 5 năm 1774  | Maria của Ba Lan 5 tháng 9 năm 1725 10 người con                                                                                   |
| Luis V   | không khung | 23 tháng 8 năm 1754 – 21 tháng 1 năm 1793 | 10 tháng 5 năm 1774 – 21 tháng 1 năm 1793 | Maria Antonia của Áo 16 tháng 5 năm 1770 10 người con                                                                              |

##### Phục hoàng (1814 – 1815, 1815 – 1830)
| Tên      | Chân dung   | Sinh – mất                                  | Thời gian cai trị                                                                 | Hôn nhân                                                    |
| -------- | ----------- | ------------------------------------------- | --------------------------------------------------------------------------------- | ----------------------------------------------------------- |
| Luis VII | không khung | 17 tháng 11 năm 1755 – 16 tháng 9 năm 1824) | 3 tháng 5 năm 1814 – 20 tháng 3 năm 1815 8 tháng 7 năm 1815 – 16 tháng 9 năm 1824 | Maria Giuseppina xứ Savoia 14 tháng 5 năm 1771 Không có con |
| Carlos V | không khung | 9 tháng 10 năm 1757 – 6 tháng 11 năm 1836   | 16 tháng 9 năm 1824 – 2 tháng 8 năm 1830                                          | Maria Teresa xứ Savoia 16 tháng 11 năm 1773 4 người con     |

### Thượng Navarra

#### Nhà Trastámara (1516 – 1555)[5]
| Tên       | Chân dung   | Sinh – mất                                | Thời gian cai trị                          | Hôn nhân                                               |
| --------- | ----------- | ----------------------------------------- | ------------------------------------------ | ------------------------------------------------------ |
| Juana III | không khung | 6 tháng 11 năm 1479 – 12 tháng 4 năm 1555 | 26 tháng 11 năm 1504 – 12 tháng 4 năm 1555 | Felipe I của Castilla 20 tháng 10 năm 1496 6 người con |

#### Nhà Áo (1516 – 1700)
| Tên       | Chân dung   | Sinh – mất                                 | Thời gian cai trị                         | Hôn nhân |
| --------- | ----------- | ------------------------------------------ | ----------------------------------------- | --- |
| Carlos IV | không khung | 24 tháng 10 năm 1500 – 21 tháng 9 năm 1558 | 14 tháng 3 năm 1516 – 16 tháng 1 năm 1556 | Isabel của Bồ Đào Nha 11 tháng 3 năm 1526 7 người con |
| Felipe IV | không khung | 21 tháng 5 năm 1527 – 13 tháng 9 năm 1598  | 16 tháng 1 năm 1556 – 13 tháng 9 năm 1598 | Maria Manuela của Bồ Đào Nha 12 tháng 11 năm 1543 1 người con Mary I của Anh 25 tháng 7 năm 1554 Không có con Élisabeth của Pháp 22 tháng 6 năm 1559 6 người con Anna của Áo 1570 5 người con |
| Felipe V  | không khung | 8 tháng 4 năm 1605 – 17 tháng 9 năm 1665   | 31 tháng 3 năm 1627 – 17 tháng 9 năm 1665 | Margarete của Áo 18 tháng 4 năm 1599 8 người con |
| Felipe VI | không khung | 8 tháng 4 năm 1605 – 17 tháng 9 năm 1665   | 31 tháng 3 năm 1627 – 17 tháng 9 năm 1665 | Élisabeth của Pháp 18 tháng 10 năm 1615 8 người con Maria Anna của Áo 7 tháng 10 năm 1949 5 người con                                                                                         |
| Carlos V  | không khung | 6 tháng 11 năm 1661 – 1 tháng 11 năm 1700  | 17 tháng 9 năm 1665 – 1 tháng 11 năm 1700 | Marie Louise của Orléans 19 tháng 11 năm 1679 Không có con Maria Anna xứ Neuburg 14 tháng 5 năm 1690 Không có con                                                                             |

#### Nhà Borbón (1700 – 1833)
| Tên          | Chân dung   | Sinh – mất                                 | Thời gian cai trị                                                                    | Hôn nhân |
| ------------ | ----------- | ------------------------------------------ | ------------------------------------------------------------------------------------ | --- |
| Felipe VII   | không khung | 19 tháng 12 năm 1683 – 9 tháng 7 năm 1746  | 1 tháng 11 năm 1700 – 15 tháng 1 năm 1724                                            | Maria Luisa xứ Savoia 2 tháng 11 năm 1701 4 người con Elisabetta Farnese 16 tháng 9 năm 1714 6 người con |
| Luis II      | không khung | 25 tháng 8 năm 1707 – 31 tháng 8 năm 1724  | 15 tháng 1 – 31 tháng 8 năm 1724                                                     | Louise Élisabeth xứ Orléans 20 tháng 1 năm 1722 Không có con |
| Felipe VII   | không khung | 19 tháng 12 năm 1683 – 9 tháng 7 năm 1746  | 6 tháng 9 năm 1724 – 9 tháng 7 năm 1746                                              | Maria Luisa xứ Savoia 2 tháng 11 năm 1701 4 người con Elisabetta Farnese 16 tháng 9 năm 1714 6 người con |
| Fernando II  | không khung | 23 tháng 9 năm 1713 – 10 tháng 8 năm 1759  | 9 tháng 7 năm 1746 – 10 tháng 8 năm 1759                                             | Bárbara của Bồ Đào Nha 19 tháng 1 năm 1729 Không có con |
| Carlos VI    | không khung | 20 tháng 1 năm 1716 – 14 tháng 12 năm 1788 | 10 tháng 8 năm 1759 – 14 tháng 12 năm 1788                                           | Maria Amalia xứ Sachsen 19 tháng 6 năm 1738 13 người con |
| Carlos VII   | không khung | 11 tháng 11 năm 1748 – 20 tháng 1 năm 1819 | 14 tháng 12 năm 1788 – 19 tháng 3 năm 1808                                           | Maria Luisa xứ Parma 4 tháng 9 năm 1765 14 người con |
| Fernando III | không khung | 14 tháng 10 năm 1784 – 29 tháng 9 năm 1833 | 19 tháng 3 năm 1808 – 29 tháng 9 năm 1833                                            | Maria Antonia của Napoli và Sicilia 6 tháng 10 năm 1802 Không có con Maria Isabel xứ Bragança 29 tháng 9 năm 1816 2 người con Maria Josepha Amalia xứ Sachsen 20 tháng 10 năm 1819 Không có con Maria Cristina của Hai Sicilia 12 tháng 12 năm 1829 2 người con |
| Isabel I     | không khung | 10 tháng 10 năm 1830 – 9 tháng 4 năm 1904  | 29 tháng 9 – 20 tháng 11 năm 1833 (Sắc lệnh phân chia lãnh thổ Tây Ban Nha năm 1833) | Francisco de Asís của Tây Ban Nha 10 tháng 10 năm 1846 12 người con |

##### Nhiếp chính
| Tên                                | Chân dung   | Sinh – mất                                | Thời gian nhiếp chính | Hôn nhân                                                      |
| ---------------------------------- | ----------- | ----------------------------------------- | --------------------- | ------------------------------------------------------------- |
| Maria Cristina xứ Sicila và Napoli | không khung | 27 tháng 6 năm 1806 – 22 tháng 8 năm 1878 | 1833                  | Fernando VII của Tây Ban Nha 12 tháng 12 năm 1829 2 người con |

## Những người yêu sách hiện tại

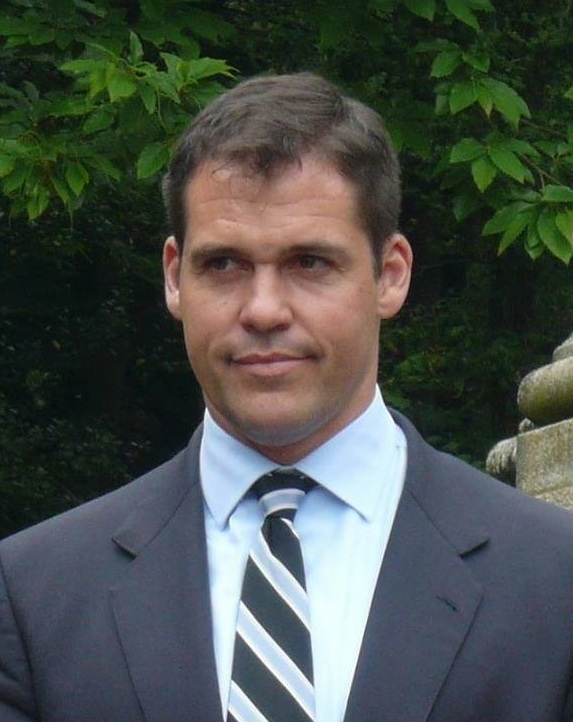
Louis Alphonse, Công tước xứ Anjou, người đòi ngai vàng phe Légitimistes của vương quốc Pháp và Navarra. Yêu sách ngai vàng xứ Navarra được ông đưa ra với lý do là sự hợp nhất ngai vàng Pháp và xứ Navarra dưới thời Louis XIII, bỏ qua những người phụ nữ được quyền nối ngôi.
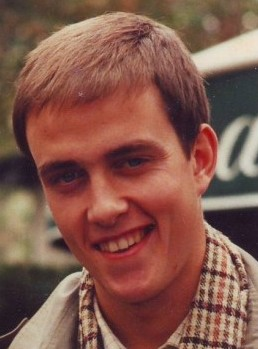
Jean, Công tước Paris, người đòi yêu sách ngai vàng của Pháp và xứ Navarra của phe Orléaniste. Yêu sách ngai vàng xứ Navarra được ông đưa ra cũng với lý do là sự hợp nhất ngai vàng Pháp và xứ Navarra dưới thời Louis XIII, bỏ qua những người phụ nữ được quyền nối ngôi.
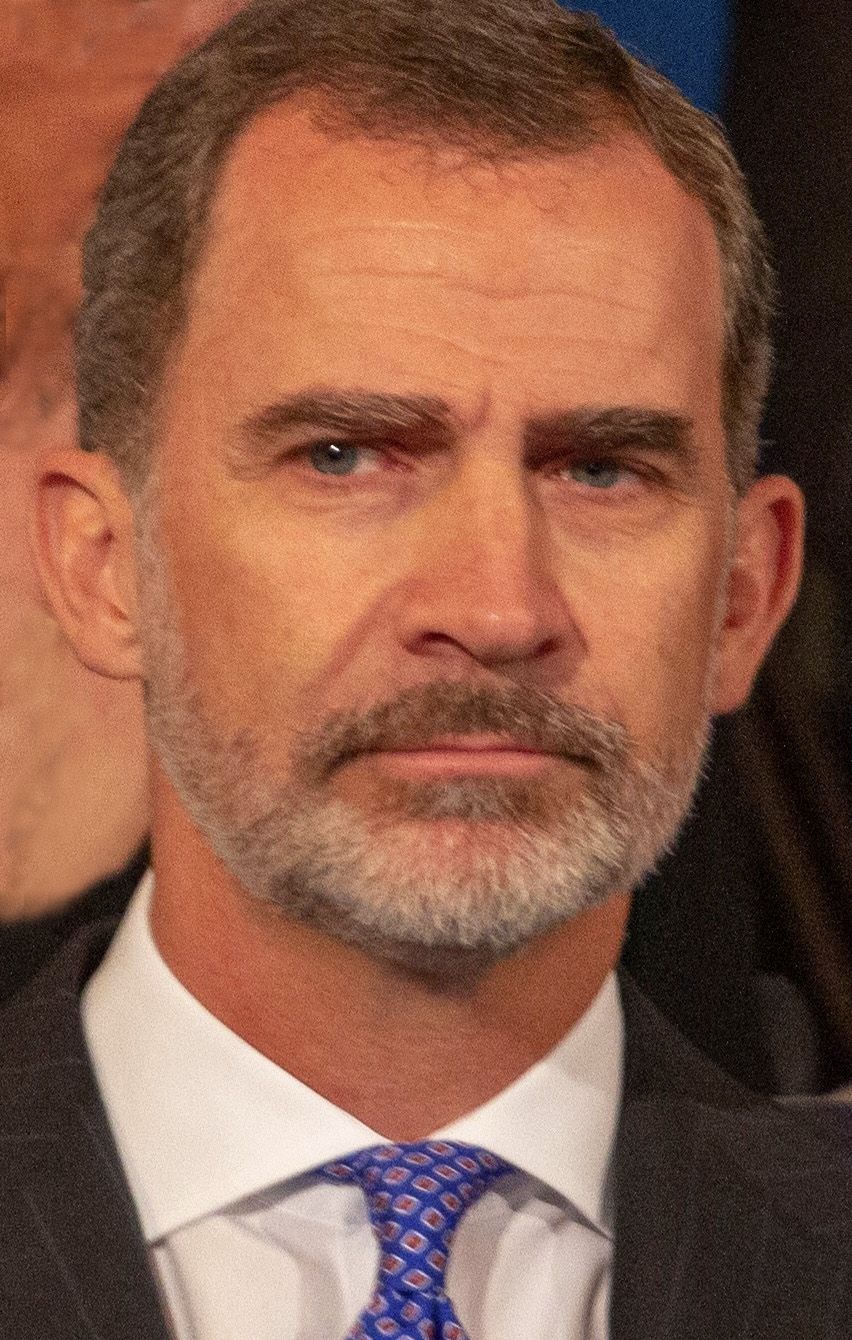
Felipe VI của Tây Ban Nha, người sử dụng danh xưng ‘Vua xứ Navarra’ trong danh xưng tước hiệu theo sau của mình, thừa hưởng tước hiệu từ các vị quân chủ Tây Ban Nha trước đó (xứ Castilla và Aragon), đồng thời cũng dựa trên việc chinh phục được phần lớn vương quốc Navarra cũ bởi Fernando II xứ Aragon.
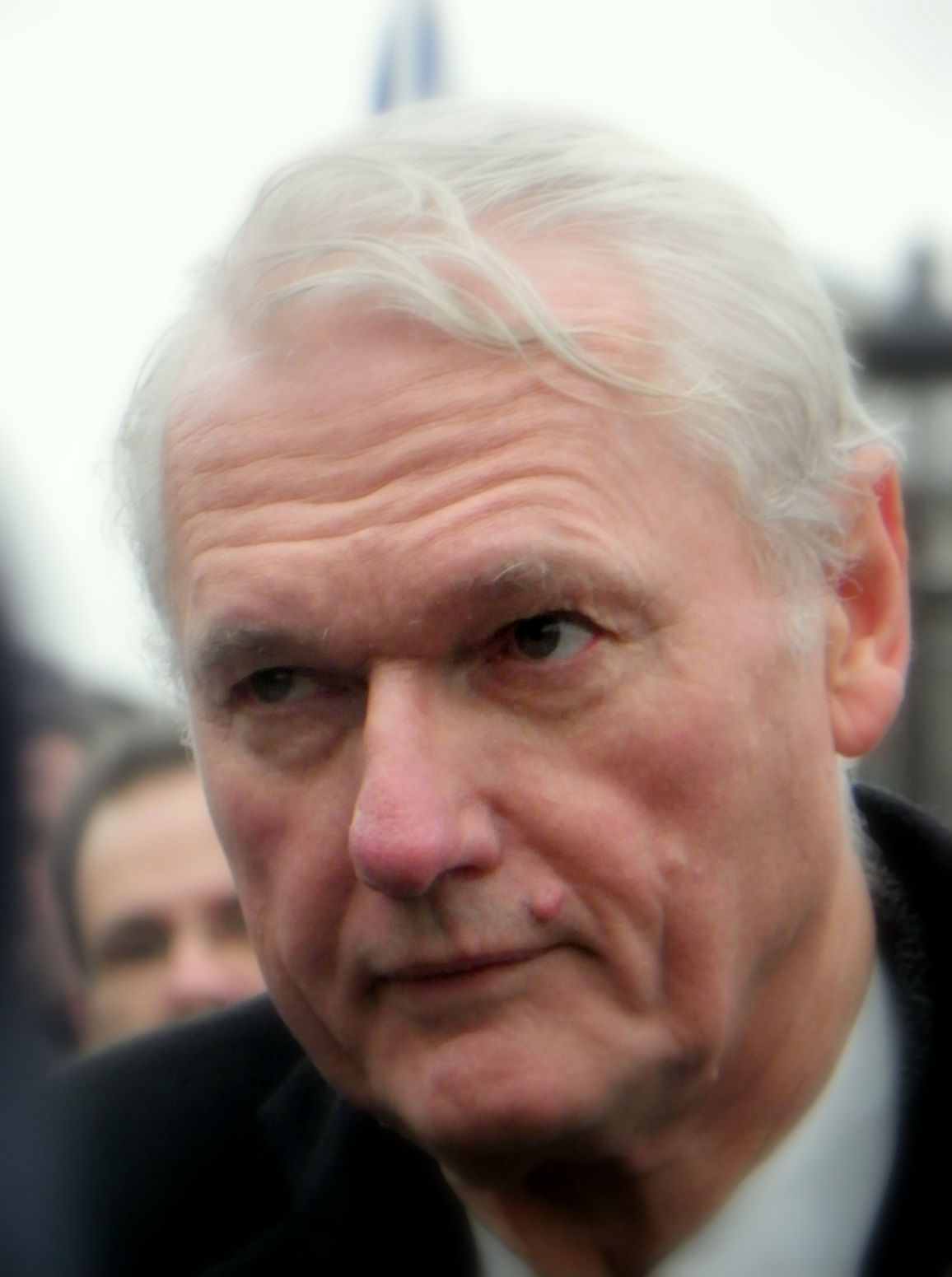
Sixte Henry nhà Bourbon-Parma tuyên bố danh xưng ‘Vua xứ Navarra’ như là danh xưng hoàng gia Tây Ban Nha dựa trên việc chinh phục vương quốc Navarra cũ của Fernando II xứ Aragon. Ông khẳng định mình là người kế vị hợp pháp dựa trên bộ luật truyền thống của Hoàng gia Công giáo ở Tây Ban Nha của Carlos María Isidro.
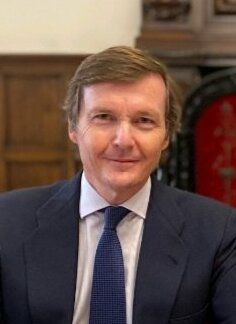
Vương tử Pedro, Công tước xứ Calabria, hiện đang là người thừa kế của vương quốc Navarra dựa trên luật riêng của vương quốc cho phép phụ nữ có quyền được nối ngôi, không như luật Salic của Pháp.